# Complexe sportif Marie-Victorin
 (mars 2025).
Le Complexe sportif Marie-Victorin est une installation sportive polyvalente adossée au Cégep Marie-Victorin, située dans l'arrondissement de Montréal-Nord de la ville de Montréal au Canada.
Il est l’un des 6 stades de soccer certifiés 2 étoiles par la FIFA en Amérique du Nord. Le Complexe abrite les entrainements du Club de Foot Montréal et son académie pendant la saison hivernale.

## Installations
- 1 stade de soccer intérieur de 970 places à surface en gazon synthétique qui répond aux normes de la FIFA / 2 étoiles (Fédération Internationale de football Association).
- 5 terrains de soccer extérieurs ;
- 1 gymnase double de 38 pieds de hauteur ;
- 2 salles polyvalentes bien éclairées avec des planchers de bois ;
- 1 salle d'arts martiaux avec tatamis pour accueillir des disciplines et des activités pour les tout-petits ;
- 1 salle d'entraînement en musculation spacieuse et entourée d'une piste de course intérieure ;
- 1 piscine intérieure semi-olympique qui se trouve dans le pavillon central du Cégep;
- 1 gymnase simple avec un plancher de bois qui se trouve dans le pavillon central du Cégep.